# 藤本信行
藤本信行（1957年—2015年1月4日），是日本男性編劇。宮城縣鹽竈市出身。

## 概要
主要的工作是寫電視劇與動畫方面的劇本。畢業於日本工學院專門學校。動畫工作主要以兒童動畫為主。內容比較沉重的劇本有「神風怪盜貞德」。

## 劇本作品

### 電視劇
- 月曜連續劇樂園
- 一休和尚·渴！
- 壞心眼婆婆

### 電視動畫
- 海螺太太（1969年-）
- 哆啦A夢系列
  - 哆啦A夢 (電視動畫)（1979年-2005年）
  - 哆啦A夢動畫集數列表 (2005年至今)（2005年-）
- 珊瑚礁傳說 藍海的愛爾菲（1986年）
- 波斯可冒險（1986年-1987年）
- 太空三寶（1987年）
- 突然達岡（1988年）
- 我的長腿叔叔（1990年、系列構成）
- 風中少女 金髮珍妮（1992年）
- 南國少年奇小邪（1992年）
- 飛天戰神（1994年）
- 天才小魚郎（1997年-2000年、原作・系列構成）
- 神風怪盗貞德（1999年）
- 守護月天（1999年）
- 零戰士（2001年、系列構成）
- 幸運大頭狗（2002年）
- 哥倫布冒險（2002年（播出）、系列構成）

### 教材錄影帶
- 動畫古典文學館（2003年-2004年）

### 劇場電影
- 大雄的結婚前夜（1999年）
- 大雄的懷念奶奶（2000年）
- 加油！胖虎！！（2001年）
- 我出生的那一天（2002年）

## 小說作品
- 太空三寶
- 世紀末童話集
- 七海的堤可

## 相關項目
- 編劇一覽

## 外部連結
- 藤本信行 （页面存档备份，存于）